# ابویعلی جعفری
ابویعلی محمد بن حسن شریف جعفری، (درگذشته ۴۶۳ ق) از نوادگان جعفر طیار و از متکلمان شیعه در بغداد بود. او پس از تکمیل مقدمات نزد علمای خاندانش، به حوزه درس شیخ مفید ملحق گردید و از حواریین و اصحاب خاص شد. جعفری پس از مرگ شیخ مفید، کرسی تدریس و فتوی و رهبری شیعیان را در بغداد به دست گرفت. از او آثار بسیاری بر جای مانده که الحجة فی الامامة، نَزهةُ النّاظر و تنبیهُ الخاطر، اخبار المُختار و ایمان آباءُالنّبی و... از آن جمله‌اند.